# Psychoda modesta
Psychoda modesta és una espècie d'insecte dípter pertanyent a la família dels psicòdids que es troba a Àfrica: Uganda.